# Benoni Beheyt
Benoni Beheyt (nascido em 27 de setembro de 1940) é um ex-ciclista profissional belga, ativo durante a década de 1960. Beheyt venceu vinte e duas corridas e é mais famoso por vencer o Campeonato Mundial UCI de Estrada em 1963, e vitória de etapa do Tour de France 1964. Também competiu na prova de estrada individual e no contrarrelógio por equipes nos Jogos Olímpicos de Verão de 1960 em Roma.